# Pelourinho de Moure
O Pelourinho de Moure ou Pelourinho de Gondomil localiza-se na freguesia de Moure, no município de Vila Verde, distrito de Braga, em Portugal. Encontra-se classificado como Imóvel de Interesse Público desde 1933.
Está localizado no jardim do Solar de Gondomil, para onde foi levado em data incerta.